# アセボ峠

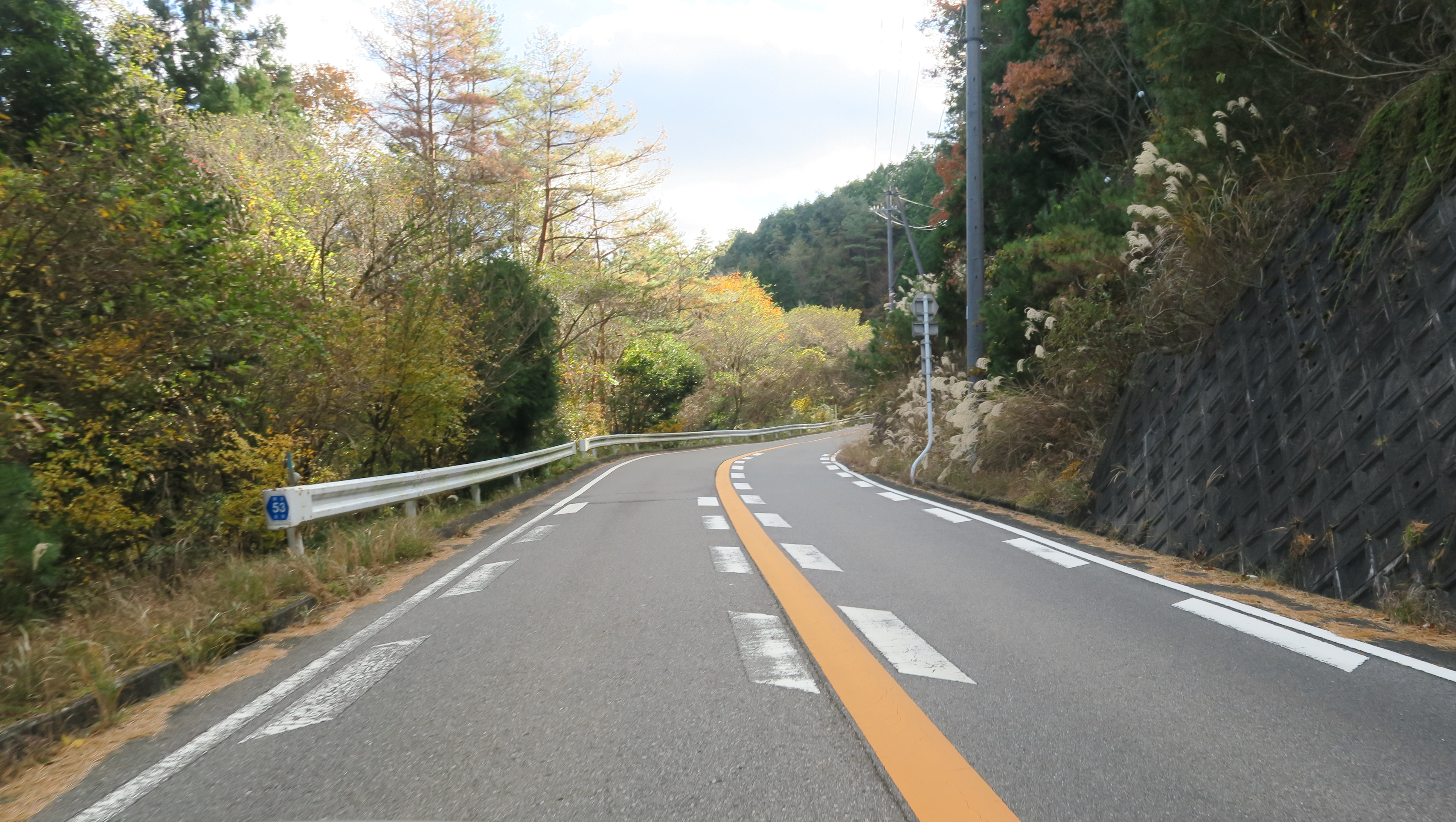
アセボ峠

アセボ峠（アセボとうげ）またはマセボ峠は、滋賀県湖南市三雲から同県甲賀市信楽町宮町を結ぶ滋賀県道53号牧甲西線（信楽街道）途中にある峠。標高は470m。ヘアピンカーブもあり、勾配が結構ある峠である。名前の由来は『汗疹（あせも）』の変形であり、荷台を引き汗をかきながら峠を越したことに発するという説がある。